# Худояров, Юрий
Юрий Худояров (15 января 1974) — советский и узбекский футболист, нападающий (ранее — защитник).

## Биография

### Клубная карьера
Дебютировал во взрослых соревнованиях в последнем сезоне чемпионата СССР во второй низшей лиге в узбекских командах «Чирчик» и «Янгиер». После распада СССР играл в различных лигах чемпионата Узбекистана.
В высшей лиге Узбекистана дебютировал в 1993 году в составе бухарского «Нурафшона», проведя 16 безголевых матчей. Спустя два года вернулся в «Нурафшон» и 29 апреля 1995 года забил свой первый гол в высшей лиге в ворота «Темирйулчи». В ходе сезона 1995 года перешёл в МХСК, с которым стал серебряным призёром чемпионата.
В 1996 году выступал за «Машъал», который был аутсайдером высшего дивизиона, затем несколько лет футболист играл в низших лигах. В 2000 году играл за дебютанта высшей лиги «Кимёгар» (Чирчик) и стал лучшим бомбардиром своей команды с 11 голами. 26 октября 2000 года сделал «хет-трик» в выездном матче против «Сурхана» (5:1). Затем в течение двух лет играл за «Согдиану», где составлял атакующий дуэт с Кобилом Аликуловым, и был несколько менее результативен чем напарник, стал автором 15 голов за два сезона. По итогам 2002 года «Согдиана» вылетела из высшего дивизиона, и более Худояров в высшей лиге Узбекистана не выступал.
Всего за карьеру сыграл 142 матча в высшей лиге Узбекистана и забил 30 голов.
В 2004 году играл в чемпионате Кыргызстана за «Нефтчи» (Кочкор-Ата) и за неполный сезон стал автором четырёх голов.